# Новодвірська сільська рада (Пінський район)
Новодвірська сільська́ ра́да (біл. Навадворскі сельсавет) — адміністративно-територіальна одиниця у складі Пінського району Берестейської області Білорусі. Адміністративний центр — село Новий Двор.

## Склад
Населені пункти, що підпорядковувалися сільській раді станом на 2009 рік:
| Населений пункт | Тип  | Населення, осіб (2009) |
| --------------- | ---- | ---------------------- |
| Ботово          | село | 259                    |
| Вяз             | село | 313                    |
| Новий Двор      | село | 892                    |
| Стошани         | село | 273                    |
| Чухово          | село | 1002                   |

## Населення
За переписом населення Білорусі 2009 року чисельність населення сільської ради становила 2739 осіб.

### Національність
Розподіл населення за рідною національністю за даними перепису 2009 року:
| Національність                | Осіб | Відсоток |
| ----------------------------- | ---- | -------- |
| білоруси                      | 2685 | 98,03 %  |
| росіяни                       | 32   | 1,17 %   |
| українці                      | 16   | 0,58 %   |
| поляки                        | 2    | 0,07 %   |
| вірмени                       | 1    | 0,04 %   |
| фіни                          | 1    | 0,04 %   |
| національність не повідомлена | 1    | 0,04 %   |
| національність не вказана     | 1    | 0,04 %   |
| Разом                         | 2739 | 100 %    |